# جون باور (خزاف)
جون باور (بالإنجليزية: John Bauer)‏ هو خزاف جنوب أفريقي، ولد في 6 يناير 1978 في بورت إليزابيث في جنوب أفريقيا.